# Vloraproklamationen

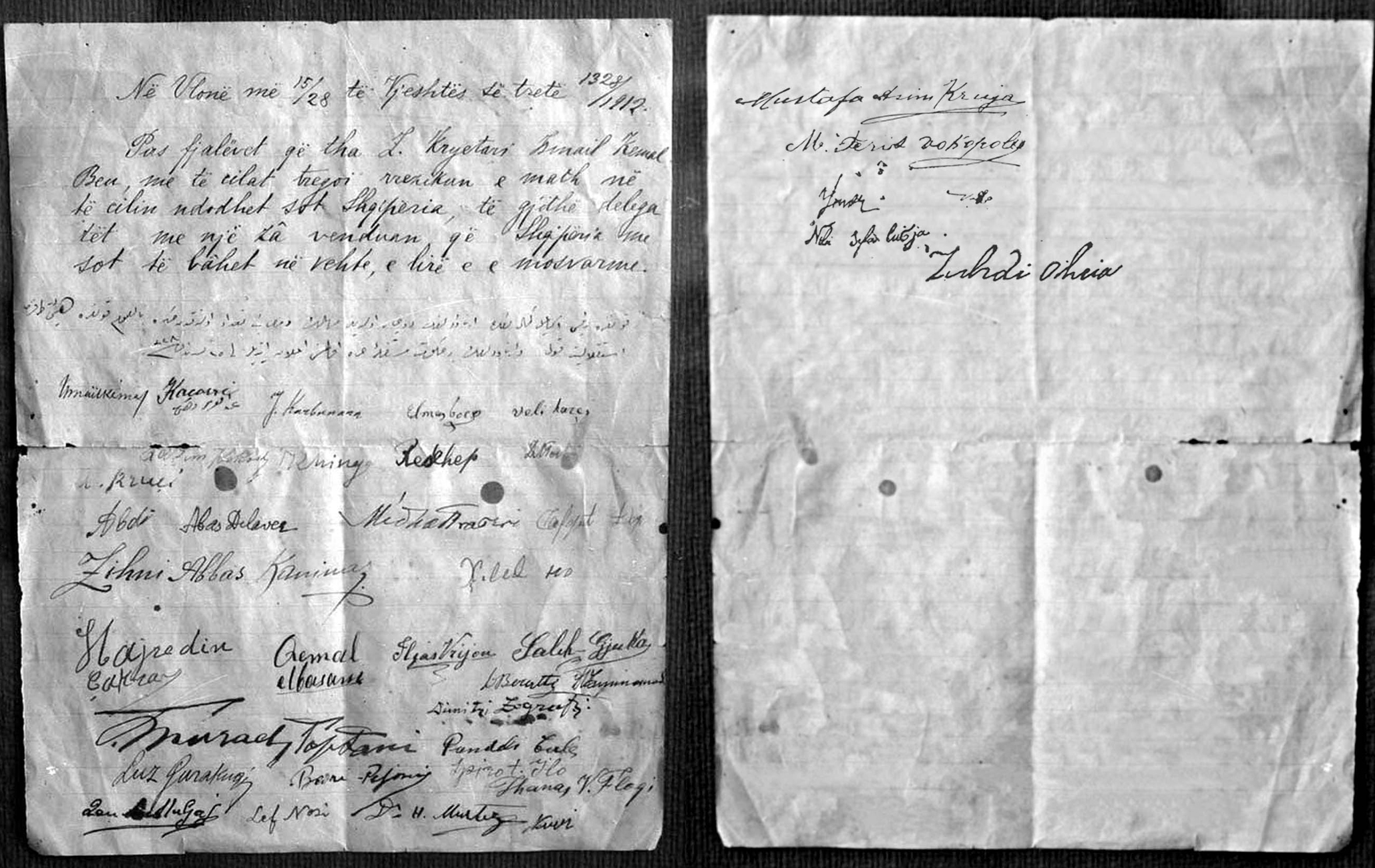
Albaniens självständighetsdeklaration från 28 november 1912.

Vloraproklamationen är den albanska självständighetsförklaringen från det osmanska riket, vilken ägde rum den 28 november 1912.

## Bakgrund
Albanien ingick sedan århundraden i det Osmanska riket (Turkiet). Den turkiska regeringen antog 1908 en ny lag för administrativ centralisering av det osmanska riket. Det var startsignalen för en serie uppror från albanska nationalistister som pågick från 1909 till 1912. De krävde ett enande av rikets albanska distrikt och politisk och kulturell självstyre inom provinsen. Medan albanerna, efter ett lyckat uppror 1912, förhandlade med turkarna, förklarade en koalition av Balkanstater - Balkanförbundet - krig mot Osmanska riket 8 oktober 1912.
Balkanförbundet, det vill säga Kungariket Serbien, Kungariket Bulgarien, Kungariket Grekland och Kungariket Montenegro, hade snabbt stora militära framgångar mot turkarna och ockuperade inom två månader även större delen av Albanien. Endast Shkodra och Janina hölls av turkarna. Balkanförbundets avsikt var att dela upp de albanska områdena sinsemellan. Detta fick de albanska ledarna att överge sitt mål att skapa en autonom provins inom det osmanska riket. Österrike-Ungern och Italien ville inte att Serbiens territorium skulle nå fram till kusten. De såg det som ett hot mot deras dominans vid Adriatiska havet och fruktade också att en serbisk hamstad skulle kunna bli en rysk flottbas.

## Kongressen i Vlora

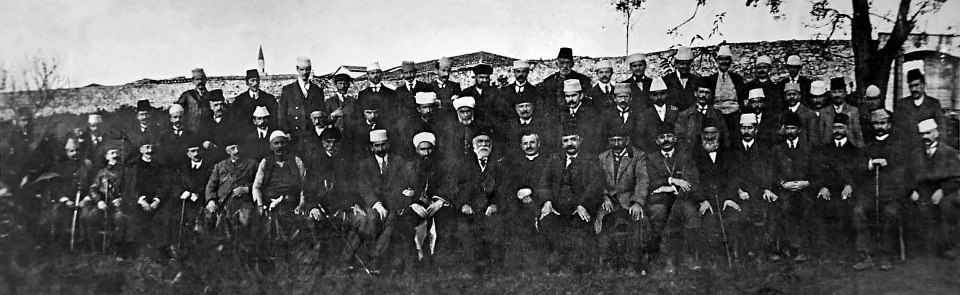
Vloras församling som utropade Albaniens självständighet 1912.

För att säkra stormakternas stöd för ett albanskt rike reste Ismail Qemali (även känd som Ismail Kemal bey Vlora) till Wien via Istanbul och Bukarest. I Wien fick han fullt stöd från Österrike-Ungern och kom tillbaka till Albanien i slutet av november. Han kallade snabbt till en all-albansk kongress i Vlora, som var den enda staden i Albanien som kontrollerades av albanerna. Den 28 november 1912, medan landet var ockuperat av serbiska, montenegrinska och grekiska styrkor, församlades 83 delegater (några via telegram eller fullmakt) från alla delar av Albanien i Vlora. Ismail Qemali förklarade där Albanien som en självständig stat. Han valdes också till provisorisk stats- och regeringschef.
Självständighetsdeklarationen avfattades på albanska och turkiska och undertecknades av delegaterna. Den lyder i svensk översättning:
I Vlora, den 15/28 november 1328/1912.
Efter talet av ordföranden, Ismail Kemal Bey, där han talade om de stora faror som hotar Albanien idag, beslutade delegaterna att Albanien från och med idag skall vara självständigt, fritt och oberoende.

### Undertecknare
Nedan är listan med de fyrtio undertecknarna som publicerats av tidningen Perlindja e Shqipëniës. Den ursprungliga akten i självständighetsförklaringen skrevs på två sidor. På framsidan finns totalt 34 igenkännbara underskrifter och på baksidan finns ytterligare 6 underskrifter.
1. Ismail Qemali
(Ismaïl Kemal)
2. Dom Nikoll Kaçorri
(Kaçorri)
3. Vehbi Dibra Agolli
(Ottoman writing)
4. Jorgji Karbunara
(J. Karbunara)
5. Elmas Boçe
(Elmas Boce)
6. Veli Harçi
(Veli Harçi)
7. Qazim Kokoshi
(Qazim Kokoshi)
8. Jani Minga
(J K Minga)
9. Rexhep Mitrovica
(Rexhep)
10. Dhimitër Tutulani
(Indistinguishable)
11. Aristidh Ruçi
(A. Rruçi)
12. Abdi Toptani
(Abdi)
13. Abaz Dilaver Çelkupa
(Abas Dilaver)
14. Midhat Frashëri
(Midhat Frashëri)
15. Shefqet Dajiu
(Sefqit Daji)
16. Zihni Abaz Kanina
(Zihni Abbas Kanina)
17. Xhelal Koprëncka
(Xelal Ko)
18. Hajredin Çakrani
(Hajredin Çakran)
19. Qemal Karaosmani
(Qemal Elbasani)
20. Ilias Vrioni
(Iljas Vrijon)
21. Salih Gjuka
(Salih Gjuka)
22. Dhimitër Beratti
(D Beratti)
23. Dhimitër Mborja
(Dh Emmanuel)
24. Dhimitër Zografi
(Dimitri Zografi)
25. Murad Toptani
(Murad Toptani)
26. Pandeli Cale
(Pandeli Cale)
27. Luigj Gurakuqi
(Luz Gurakuqi)
28. Bedri Pejani
(Bedri Pejani)
29. Spiridon Ilo
(Spiro T. Ÿlo)
30. Thanas Floqi
(Thanas V. Floqi)
31. Qemal Mullaj
(Indistinguishable)
32. Lef Nosi
(Lef Nosi)
33. Myrteza Ali Struga
(D. H. Murtezi)
34. Nuri Sojliu
(Nuri)
35. Mustafa Merlika-Kruja
(Mustafa Asim Kruja)
36. Ferit Vokopola
(M. Ferid Vokopola)
37. Ymer Deliallisi
(Ymer)
38. Xhemal Deliallisi
(Cemmalyyddin bey)
39. Nebi Sefa
(Nebi Sefa Lusja)
40. Zyhdi Ohri
(Zuhdi Ohria)

## Effekt av proklamationen
Även om Balkanalliansen fortsatte att lägga albanskt territorium under sig, valde de europeiska stormakterna, understött av Österrike-Ungern och Italien, att godkänna bildandet av en suverän albansk stat. Detta bekräftades vid Londonfördraget 30 maj 1913 som fastställde Albaniens gränser, krävde tillbakadragandet av utländska trupper i Albanien, och formellt erkände Albanien som ett självständigt furstendöme med Wilhelm av Wied, en prins från det tyska Rhenlandet, som den suveräna fursten.